# Raginperto
Raginperto fue duque de Turín y rey de los lombardos brevemente en 701.  Era hijo de Godeberto y nieto de Ariberto. Usurpó el trono en 701 a Liutperto, su sobrino nieto, poniendo a su hijo Ariberto en la línea para la sucesión.  Él y su austrasianos (hombres del Piamonte) fueron al encuentro del regente, Ansprando, en batalla y lo derrotaron en Novara, pero murió poco después.  Su hijo Ariberto no tuvo éxito en tomar el trono enseguida.